# Angelo Franzosi
Angelo "Nani" Franzosi (Milán, 7 de noviembre de 1921 - Milán, 8 de febrero de 2010) fue un jugador de fútbol y entrenador italiano, que jugó en la posición de portero.

## Carrera
Desde el primer momento, tuvo apodos como Nani, sus compañeros también lo llamaban Camomilla (Manzanilla) debido a la emoción que lo atormentaba antes de los partidos y que sólo calmaba con infusiones. Otro de sus apodos que le acompañaría sería el de Gatto Nero, el cual le fue dado por la afición por sus cualidades acrobáticas y por la camiseta negra que vestía cuando jugaba con el Inter. Portero considerado fiable y seguro bajo palos, según admitió él mismo, prefería la lucha al rechace. donde no era especialmente hábil..
Militante en las categorías interiores del Ausonia entró en la década de los 40 en la Ambrosiana-Inter, y debutó con el equipo neroazzurro en 1941, contra el Bologna y Franzosi se convierte en titular indiscutible.
En 1949 fue el primer jugador nerazzurro en llevar el brazalete de capitán, introducido recientemente por la Federación. Con el cambio de década, pasa primero por el Genoa, equipo con el que jugó cinco temporadas y con el que consigue un ascenso a la Serie A en 1953. Con los Grifoni disputó su último partido en la Serie A el 18 de septiembre de 1955 contra el Bolonia, su única aparición en ese campeonato ya que fue suplente ese año después de cuatro años como titular. Concluye su carrera en el Lecco, con el que obtiene la promoción en Serie B en 1957.

#### Selección nacional

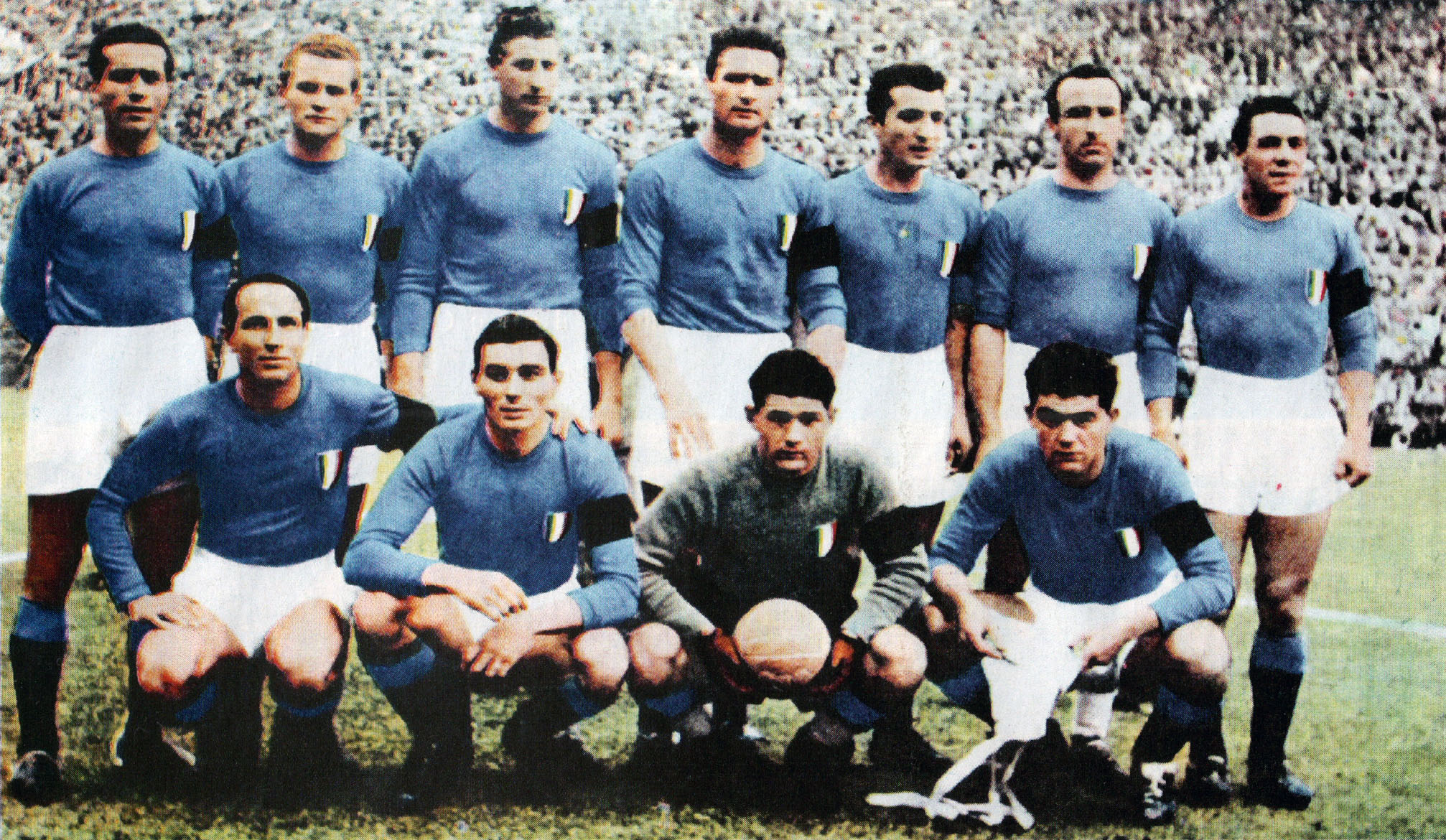
Franzosi (abajo, segundo por la derecha) el 22 de mayo de 1949

Aparece en la selección el 6 de marzo de 1942, con una victoria por 3-0 contra Hungría. Tiene dos apariciones en la selección, una de ellas el 9 de noviembre de 1947 en el Austria-Italia 5-1, sustituyendo en los últimos 12 minutos al potero titular Lucidio Sentimenti. La tercera aparición, dos años después, también contra la selección austriaca y que acabó con victoria italiana el 22 de mayo de 1949.

## Clubes

### Como jugador
| Club           | País   | Año       | Partidos |
| -------------- | ------ | --------- | -------- |
| Internazionale | Italia | 1941-1951 | 226      |
| Genoa          | Italia | 1951-1956 | 125      |
| Lecco 1912     | Italia | 1956-1957 | 15       |

### Como entrenador
| Club         | País   | Año       |
| ------------ | ------ | --------- |
| Alessandria  | Italia | 1963-1964 |
| Pro Vercelli | Italia | 1966-1967 |
| Piacenza     | Italia | 1970-1971 |
| Solbiatese   | Italia | 1974      |